# Gare de Lusignan
La gare de Lusignan est une gare ferroviaire française de la ligne de Saint-Benoît à La Rochelle-Ville, située sur le territoire de la commune de Lusignan dans le département de la Vienne en région Nouvelle-Aquitaine.
Elle est mise en service en 1856 par la Compagnie du chemin de fer de Paris à Orléans (PO).
C'est une halte voyageurs de la Société nationale des chemins de fer français (SNCF), desservie par des trains TER Nouvelle-Aquitaine.

## Situation ferroviaire
Établie à 135 mètres d'altitude, la gare de Lusignan est située au point kilométrique (PK) 21,725 de la ligne de Saint-Benoît à La Rochelle-Ville, entre les gares de Coulombiers (fermée aux voyageurs) et de Rouillé.

## Histoire
La gare de Lusignan est mise en service le 7 juillet 1856 par la Compagnie du chemin de fer de Paris à Orléans (PO), lorsqu'elle ouvre à l'exploitation la section de Poitiers à Niort du chemin de fer vers La Rochelle et Rochefort. Station intermédiaire, elle est située entre celles de Coulombiers et de Rouillé,.
De 1913 à 1932, Lusignan dispose d'une autre gare d'échange, à l'une des extrémités de la ligne à voie métrique de Lencloître à Lusignan, du réseau de chemin de fer secondaire du département  exploité par la société anonyme Voies ferrées économiques du Poitou (VFEP).
En 2022, selon les estimations de la SNCF, la fréquentation annuelle de la gare était de 54 052 voyageurs contre 51 159 voyageurs en 2019 et 42 193 en 2018.

## Service des voyageurs

### Accueil
C'est une halte SNCF, un point d'arrêt non géré (PANG), équipé d'un automate pour l'achat de titres de transport. Elle dispose de deux quais avec abris. 
Le passage d'une voie à l'autre s'effectue par une passerelle. 

### Desserte

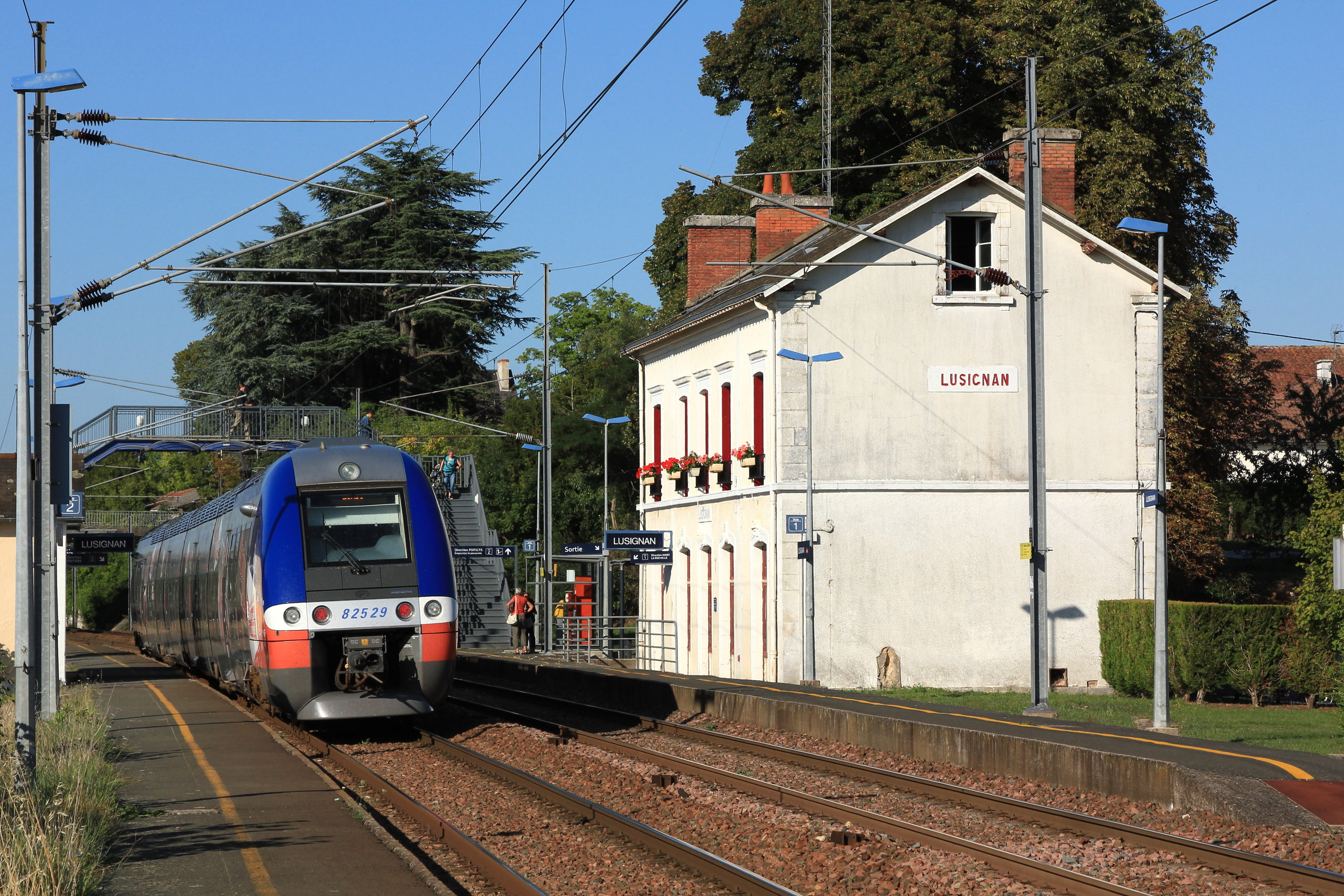
Un TER dessert la halte.

Lusignan est desservie par des trains SNCF du réseau TER Nouvelle-Aquitaine de la relation Poitiers - Niort - La Rochelle (fiche  horaire 14).

### Intermodalité
Un parking pour les véhicules y est aménagé et elle est desservie par des cars. La gare possède également des abris pour vélos sécurisés et pour motos.

## Service des marchandises
Cette gare est ouverte au service du fret.